# David Klein (Fußballspieler)

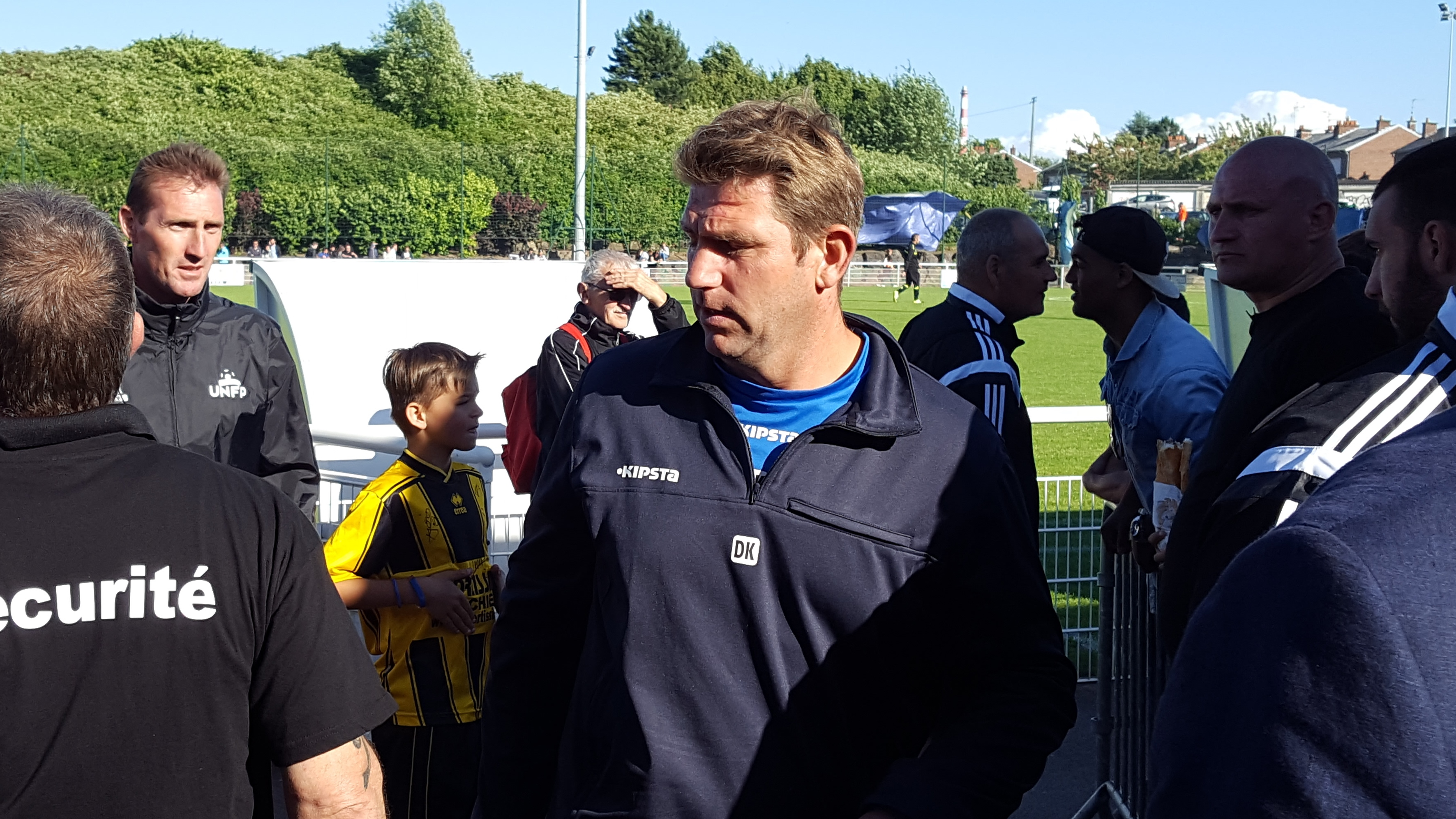
David Klein

David Klein (* 13. August 1973 in Mülhausen, Haut-Rhin) ist ein ehemaliger französischer Fußballspieler und heutiger -trainer. Derzeit ist er Trainer des Nachwuchsleistungszentrums des FC Valenciennes.

## Kindheit
David Klein kam in Mülhausen zur Welt und wuchs in Kingersheim auf.

## Karriere als Spieler

### Verein
David Klein begann mit dem Fußball in der Jugend des FC Mulhouse. 1992 unterschrieb er einen Profivertrag beim damaligen Erstligisten Racing Straßburg. Jedoch blieb ihm bis 1995 ein Einsatz im Vorzeigeklub des Elsass verwehrt. Am 22. Juli 1995 kam David Klein erstmals für die Straßburger zum Einsatz, als er beim 0:0-Unentschieden im Gruppenspiel des UI-Cups, gegen Maccabi Petach Tikwa, in der Anfangself stand. In der Saison 1995/96 kam David Klein auch zu seinem Erstligadebüt. Am 21. Oktober 1995 wurde er im Ligaspiel gegen den SC Bastia in der 85. Minute für Alexander Vencel eingewechselt. In derselben Saison spielte Klein auch zweimal für die Reserveelf. In der Saison 1996/97 kam Klein immerhin zu acht Einsätzen. Auch kam er einmal im UI-Cup zum Einsatz. In der Hinrunde der Folgesaison blieb Klein ein Einsatz in der Profimannschaft verwehrt. Jedoch spielte er neunmal in der Reservemannschaft.
Aus diesem Grunde ging Klein in der Winterpause zum FC Toulouse, wo ihm jedoch ein Einsatz verwehrt blieb. Nach einem halben Jahr wechselte er zum Zweitligisten AC Ajaccio, wo Klein nun Stammtorwart wurde. In seiner ersten Saison gelangen ihm 32 Einsätze und in der Folgesaison immerhin 30. Zur Saison 2000/01 wechselte Klein zum FC Metz, wo ihm jedoch ein Stammplatz verwehrt blieb und nur auf zwei Einsätze kam. Aus diesem Grund wechselte er zur Saison 2001/02 ins Ausland und heuerte beim schottischen Zweitligisten Partick Thistle an. Nach nur einem halben Jahr und fünf Einsätzen kehrte David Klein zurück in seine französische Heimat und heuerte beim damaligen Zweitligisten FC Martigues an. In seinem ersten halben Jahr bestritt Klein nur zwölf Spiele. Am Ende stand der Abstieg in die Championnat de France National, der dritten französischen Liga. In der Saison 2002/03 war Klein nun Stammspieler und kam auf 32 Einsätze.
Nach dieser Saison verließ Klein die Südfranzosen und wechselte zum damaligen Ligakonkurrenten FC Valenciennes. Bei den Nordfranzosen wurde Klein sofort Stammspieler, kam jedoch nur auf 29 Einsätze. In der Folgesaison kam Klein auf 37 Einsätze und trug zum Aufstieg in die Ligue 2 bei. In der Ligue2-Saison 2005/06 bestritt Klein 36 Einsätze und schaffte mit dem FC Valenciennes den Durchmarsch in die Ligue 1. 
Trotzdem wechselte David Klein den Verein und heuerte bei Chamois Niort an. Auch dort wurde Klein Stammtorwart. In der Saison darauf kam Klein nur zu elf Einsätzen.
Zur Saison 2008/09 kehrte Klein zurück zu Racing Straßburg, die zuvor in die Ligue 2 abgestiegen waren. Klein kam jedoch nur auf drei Einsätze in der Reservemannschaft.
Zum Saisonende beendete Klein seine Karriere.

## Karriere als Trainer
In der Saison 2010/11 besetzte Klein den Posten des Torwarttrainers bei Racing Straßburg. Seit der Saison 2011/12 arbeitet er als Trainer des Nachwuchsleistungszentrums (Centre de Formation) seines Ex-Klubs FC Valenciennes.